# Шкільна зустріч
Шкільна зустріч (англ. School Reunion) — третій епізод другого сезону поновленого британського науково-фантастичного телесеріалу «Доктор Хто». Уперше транслювався на телеканалі BBC One 29 квітня 2006 року. Епізод був переглянутий 8,3 мільйонами глядачів з часткою аудиторії 39,8 %. Епізод супроводжується відповідною Тардісодою.
Події епізоду відбуваються у Великій Британії за невеликий час після подій епізоду 2005 року «Різдвяне вторгнення». В даному епізоді Десятий Доктор (Девід Теннант) знову зустрічається зі своїм старим компаньйоном Сарою Джейн Сміт (Елізабет Слейден), яку Доктор залишив на Землі у серії епізодів 1976 року «Рука страху». В даному епізоді представники іншопланетної раси криллітанів, перетворившись на співробітників школи, використовують особливе масло зі своєї планети для підвищення IQ школярів для того, щоб вони знайшли рішення теорії всього, яка дозволить контролювати їм час та простір.

## Сюжет
Директор середньої школи «Дефрі Вейл» містер Фінч змінює шкільне харчування для покращення успішності учнів, додавши до меню безкоштовну картопю фрі зі спеціальним маслом. «Джон Сміт» (Доктор) та Роуз влаштовуються під прикриттям на роботу до школи. Доктор задає на уроці фізики кілька простих питань. Лише один студент може на них відповісти. Доктор переходить до складніших запитань, зрештою запитуючи про технологію переміщень з надсвітловою швидкістю, на які учень правильно відповідає. Роуз працює під прикриттям в шкільній кухні. Там вона спостерігає за іншими працівниками, які в рукавичках та масках приносять велику бочку з жовтою олієподібною речовиною. Під час телефонної розмови з Міккі Роуз повідомляє, що персонал кухні три місяці тому був замінений на новий. Під час їхньої розмови вміст бочки проливається на одну зі співробітниць, яка через це загорається.
Містер Фінч супроводжує журналістку Сару Джейн Сміт до школи, яка бере в нього інтерв'ю. У кабінеті персоналу Доктор розмовляє з містером Парсонсом, учителем історії, який розповідає йому про надзвичайні знання своїх учнів після того, як Фінч став директором. На наступний день після приїзду Фінча сім викладачів були замінені новими. Директор приводить Сару в кімнату для персоналу. Коли Доктор бачить її, він із задоволенням посміхається, несподівано побачивши минулу супутницю, але представляється Джоном Смітом.
Тієї ночі Сара Джейн Сміт разом з Доктором, Роуз та Міккі пробирається до школи. Сара Джейн знаходить TARDIS та впізнає Доктора після цього. Роуз, яка раніше не знала про минулих компаньйонів Доктора, сперечається з ним щодо того, що він покидає своїх попередніх компаньйонів та ніколи не згадує їх після цього.
Коли вони заходять до кабінету Фінча, вони знаходять там великих, схожих на кажанів істот, що сплять. Вони поспіхом відступають, але під час зачинення дверей одна з істот прокидається та кричить. Доктор вирішує покинути приміщення школи, щоб використати TARDIS для аналізу проб масла, які взяла Роуз. Сара показує у багажнику свого автомобіля неактивного та іржавого K9 Mark III. Не знаючи, що їх переслідує Фінч та інша кажаноподібна істота, вони їдуть в машині Сари до сусіднього кафе, де Доктор ремонтує К9, який впізнає Доктора. K9 проводить аналіз масла та визначає, що воно є криллітанським маслом. Невідомі істоти є криллітанами, що регулярно змінюють себе, забираючи собі найкращі частини тіла інших видів, які вони завойовують.
Наступного дня всі вони повертаються до школи. Доктор відправляє Роуз та Сару, щоб дізнатись, що знаходиться всередині шкільних комп'ютерів, а Міккі залишається в машині з К9 для спостереження. Сам Доктор спілкується з містером Фінчем. Директор підтверджує, що він криллітан на ім'я Лассар, а крила — це нещодавнє доповнення до їхньої форми, а людське тіло є лише ілюзією.
Працюючи з комп’ютерами, Сара та Роуз сперечаються про те, хто має більший досвід подорожей. Сара зупиняє це, коли згадує, що бачила чудовисько Лох-Несса, а вони разом усвідомлюють беззмістовність суперечки.
Лассар повідомляє іншим криллітанам, що вони переходять до заключного етапу плану. Шкільний дзвінок закликає всіх учнів до класу. Усі вихованці демонструють дивну радість, що перерва закінчилася рано, крім Кенні, який вагається, але зрештою слідкує за іншими всередину. Криллітани пожирають решту шкільного персоналу. У кабінеті математики Доктор знаходить комп’ютери. Лассар запечатує всі виходи школи, тоді як містер Вагнер запускає програму, з якою діти починають працювати. Кенні не вдається покинути школу, але він привертає увагу Міккі.
Роуз, Сара та Доктор спостерігають, як символи спалахують на екрані в кабінеті математики. Доктор виявляє, що криллітани намагаються вирішити парадигму Скасіса. Він пояснює, що парадигма — це універсальна теорія: хто його розв'язує, може контролювати будівельні блоки Всесвіту — весь час і простір. Криллітани підвищують інтелект дітей маслом зі своєї планети, використовуючи їх у якості гігантського процесора. Доктор розбиває екран та наказує Роуз та Сарі вийти.
Міккі розбиває машиною вхідні двері школи, щоб звільнити Кенні. Кенні, Міккі та K9 кидаються до інших школярів. Лассар кличе інших криллітанів, які повертаються до своєї природної форми. Під час атак криллітанів лазер К9 вбиває одного з них. У лабораторії фізики Доктор розуміє, що криллітанів можна перемогти, використовуючи їхнє масло. Криллітани часто змінювали свою фізіологію, через що їх власна олія стала для них токсичною. Доктор наказує Міккі зупинити роботу дітей на комп'ютері та евакуювати їх.
Міккі відключає комп’ютери та виводить дітей зі школи. Доктор залишається з К9 на кухні, маючи намір використати масло для знищення криллітанів. Лассар та інші криллітани входять на кухню в людській подобі, шукаючи Доктора. K9 стріляє в одну з бочок, виливаючи токсичну олію на прибульців. Унаслідок цього батарея K9 розряджається. Вибух знищує частину школи. Учні радіють руйнування школи та вітають Кенні як героя, який це зробив.
Сара Джейн відмовляється від можливості знову подорожувати в TARDIS, вирішивши продовжувати своє життя на Землі. Міккі вирішує приєднатися до Доктора. Сара Джейн просить Роуз залишитися з Доктором та несподівано отримує нового К9 як подарунок на розлуку.

## Зйомка епізоду
Концепція з поверненням Сари Джейн Сміт та K9 до телесеріалу пропонувалась BBC Расселлом Ті Девісом ще у 2003 році. Використання даної ідеї мало би показати, що трапляється після того, як компаньйон залишає Доктора, без надто сильного заглиблення до класичного телесеріалу. Після завершення зйомок епізоду акторці, що грала Сару Джейн Сміт (Елізабет Слейден), було запропоновано знятись у спін-офі головного телесеріалу. Серіал «Пригоди Сари Джейн» був анонсований 14 вересня 2006 року.

## Трансляція епізоду та відгуки
За нічними оцінками епізод було переглянуто 7,6 мільйонами глядачів зі середньою часткою аудиторії 39,8 %. Кількість переглядів зменшилась на один мільйон у порівнянні з попереднім епізодом «Ікло та кіготь» у зв'язку з банківськими вихідними. У підсумку епізод було переглянуто 8,3 мільйонами глядачів та отримав 85 балів («відмінно») за індексом поціновування.
Джейкоб Кліфтон з Television Without Pity дав епізоду оцінку A+. Ахсан Хаке з IGN дав епізоду оцінку 8,7 з 10 («чудово») та коментував, що епізод мав «фантастичні моменти з героями» та «відмінні CGI-ефекти», а також «Якщо ви приймаєте таку лінію сюжету, як у «Скубі-Ду», тоді сильна ностальгічна атмосфера, що присутня в епізоді, має бути достатньою для того, щоб перенести епізод до категорії «варто переглянути».», і K9 та Сара Джейн самі по собі зробили цей епізод вартим уваги фанатам класичного телесеріалу. Епізод було номіновано на отримання Премії Г'юго 2007 року за найкращу драматичну постановку (коротка форма), а нагороду отримав наступний епізод «Дівчина в каміні».